# Jardins d'Elvira Farreras
Els jardins d’Elvira Farreras es troben al barri del Putxet i el Farró del districte de Sarrià - Sant Gervasi de Barcelona. Formen part dels jardins del Turó del Putxet i són delimitats per els carrers de Manacor i de Monegal.

## Història
Van ser batejats en honor de l'escriptora Elvira Farreras i Valentí, considerada la millor cronista del barri del Putxet, del que també era veïna. A petició de l'Associació de Veïns i Amics del Putget, el 26 de març del 2013, el ple del Districte de Sarrià-Sant Gervasi va aprovar per unanimitat, retre-li homenatge dedicant-li un dels espais dels jardins del Turó del Putget, adjacent als carrers de Manacor i de Monegal. L'1 de juny del mateix any s'inauguraren oficialment.